# دييغو إميليو مارتينيز
دييغو إميليو مارتينيز (بالإسبانية: Diego Emilio Martínez) هو لاعب كرة قدم مكسيكي، ولد في 22 سبتمبر 1988.